# Vie de Plotin
La Vie de Plotin (en grec ancien : Περὶ Πλωτίνου) est un livre du philosophe néoplatonicien grec Porphyre de Tyr, paru vers 301 ap. J.-C. L'auteur, d'une part, donne la biographie de son maître Plotin, et d'autre part, établit l'édition et l'ordre des traités  de ce derniers, réunis aujourd'hui sous le titre de Ennéades. C'est la source principale sur la vie de Plotin pour les historiens. Il s'agit d'un texte majeur de l'Antiquité tardive, et de l'un des premiers de cette époque.
Dans le domaine de la biographie, on doit aussi à Porphyre une Vie de Pythagore.

## Contexte

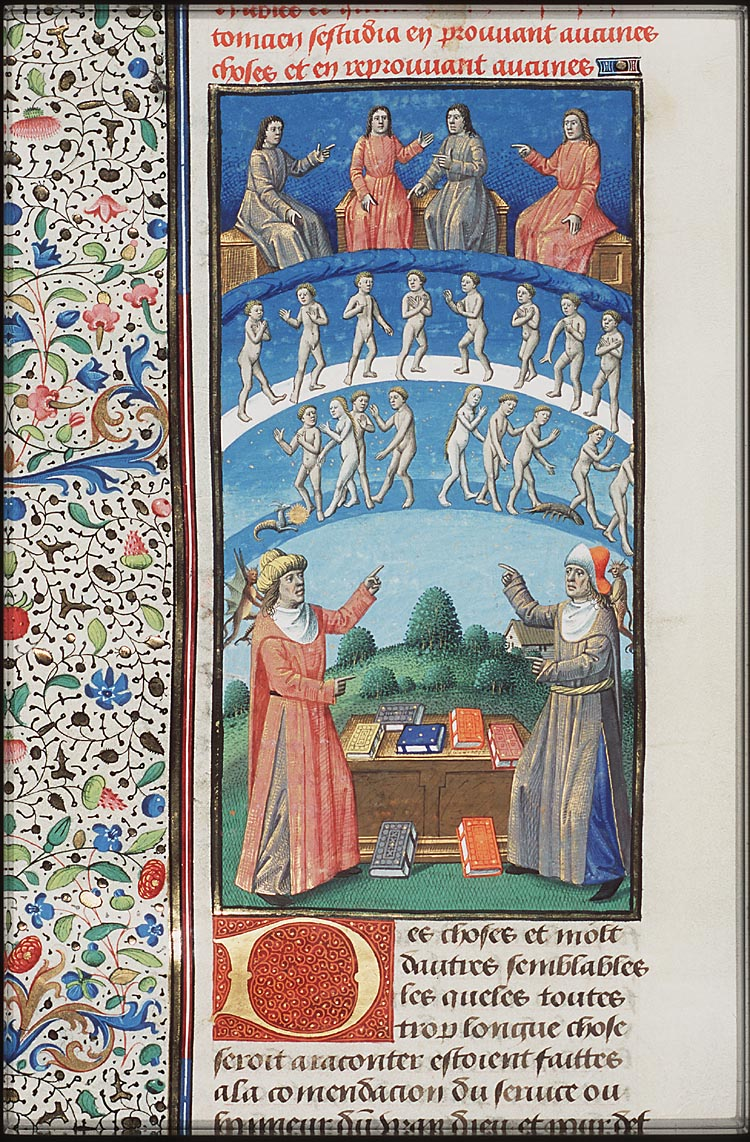
Porphyre conversant avec Plotin (manuscrit médiéval, s.d.).

L'ouvrage a été composé vers 301, soit quelques années avant la mort de Porphyre (305) et une trentaine d'années après celle de Plotin. Porphyre voulait d'abord donner une introduction aux Ennéades, tout en justifiant son projet éditorial. Conçu comme une sorte de préface à l'œuvre majeure du maître, le livre de Porphyre offre donc au lecteur avant tout une « vie intellectuelle »
On a pu voir dans cette biographie un aspect hagiographique, car elle fait de Plotin un homme exemplaire, voire saint, et lie sa vie à des miracles et des extases mystiques. Ainsi, pour Cyril Morana et Éric Oudin, la Vie de Plotin « est une véritable hagiographie »; ils rappellent par ailleurs le contexte de sa rédaction : « À l'instigation de ses élèves, Plotin commence tardivement (en 255) à rédiger des traités qui reflètent son enseignement […]. Il laisse à Porphyre le soin de leur donner un titre, de les corriger et de les éditer ». 

## Contenu

### Projet éditorial
Porphyre donne, aux paragraphes 4 à 6 de la Vie de Plotin, l'ordre chronologique des traités, avant de les réorganiser de manière systématique en six collections de neuf (aux paragraphes 24 à 26). Il explique: « J'avais les cinquante-quatre livres de Plotin, et je je les ai partagés en six Ennéades (...). J'ai réuni en chaque Ennéade les livres qui s'apparentaient par leur sujet, et j'ai donné, en chacune, la première place aux questions les plus faciles. »
Pierre Hadot relève qu'avec cette réorganisation et cette systématisation, Porphyre infléchit la pensée de son maître, car il distribue les traités selon une division de la philosophie tout à fait particulière, qui induit un chemin de progrès spirituel jalonné de différentes étapes: éthique, physique, théologie (ou métaphysique).

### Projet biographique
En fait, Porphyre connaît mal la vie de Plotin avant de commencer à suivre ses cours car, dit-il, Plotin « se refusait à rien raconter sur sa famille, ses parents ou sa patrie » . 
La Vie de Plotin relate des expériences mystiques vécues à quatre reprises par Plotin au cours de sa vie, aux dires de Porphyre, et une fois par Porphyre lui-même. Ce dernier écrit à propos de Plotin : « En effet, son but, sa fin était de s'approcher du Dieu suprême et de s'y unir. Pendant que je demeurais avec lui, il eut quatre fois le bonheur de toucher à ce but, non par simple puissance, mais par un acte réel et ineffable », et à propos de sa propre expérience : « J'ai eu moi-même une fois le bonheur d'approcher de ce Dieu et de m'y unir, lorsque j'avais soixante-huit ans ».
Porphyre s'oppose à Jamblique, un autre philosophe néoplatonicien qui deviendra le scholarque de l'école néoplatonicienne de Rome après Porphyre, en préconisant un mode de vie philosophique et en récusant les pratiques de théurgie, une forme de magie. La philosophie plotinienne ne consiste pas seulement en l'apprentissage de connaissances externes, elle implique un changement de vie intérieure ou conversion, comme l'explique Maël Goarzin, chercheur spécialiste du néoplatonisme. Ce dernier ajoute que selon Porphyre, Plotin « arrivait à concilier présence à soi et au divin d'un côté, et présence au monde sensible et aux autres de l'autre. Concrètement, cela passe par une conversion continue vers la partie la plus haute de son âme, l'intellect, qui ne l'empêche nullement de passer du temps, de prendre soin et de dialoguer avec les autres ». Plotin parvient à concilier vie active et vie contemplative.
La Vie de Plotin a donc pour fonction de proposer un modèle exemplaire de vie à imiter.